# HD 92287
HD 92287，又名CP-56 3588，SAO 238278、HR 4173，是一颗恒星，视星等为5.91，位于銀經285.63，銀緯1.07，其B1900.0坐标为赤經10h 34m 9.1s，赤緯-56° 1.07′ 11″。